# Dryopteris shikokiana
Dryopteris shikokiana är en träjonväxtart som först beskrevs av Mak., och fick sitt nu gällande namn av Carl Frederik Albert Christensen. Dryopteris shikokiana ingår i släktet Dryopteris och familjen Dryopteridaceae. Inga underarter finns listade.